# ملعب بارتيزان
ملعب بارتيزان هو ملعب كرة قدم في بلغراد، صربيا يملكه نادي بارتيزان. أفتتح في 9 أكتوبر 1949 وتم تجديده مرتين في 1998 و2011. يسع 32,710 لجلوس متفرج.

## معرض صور

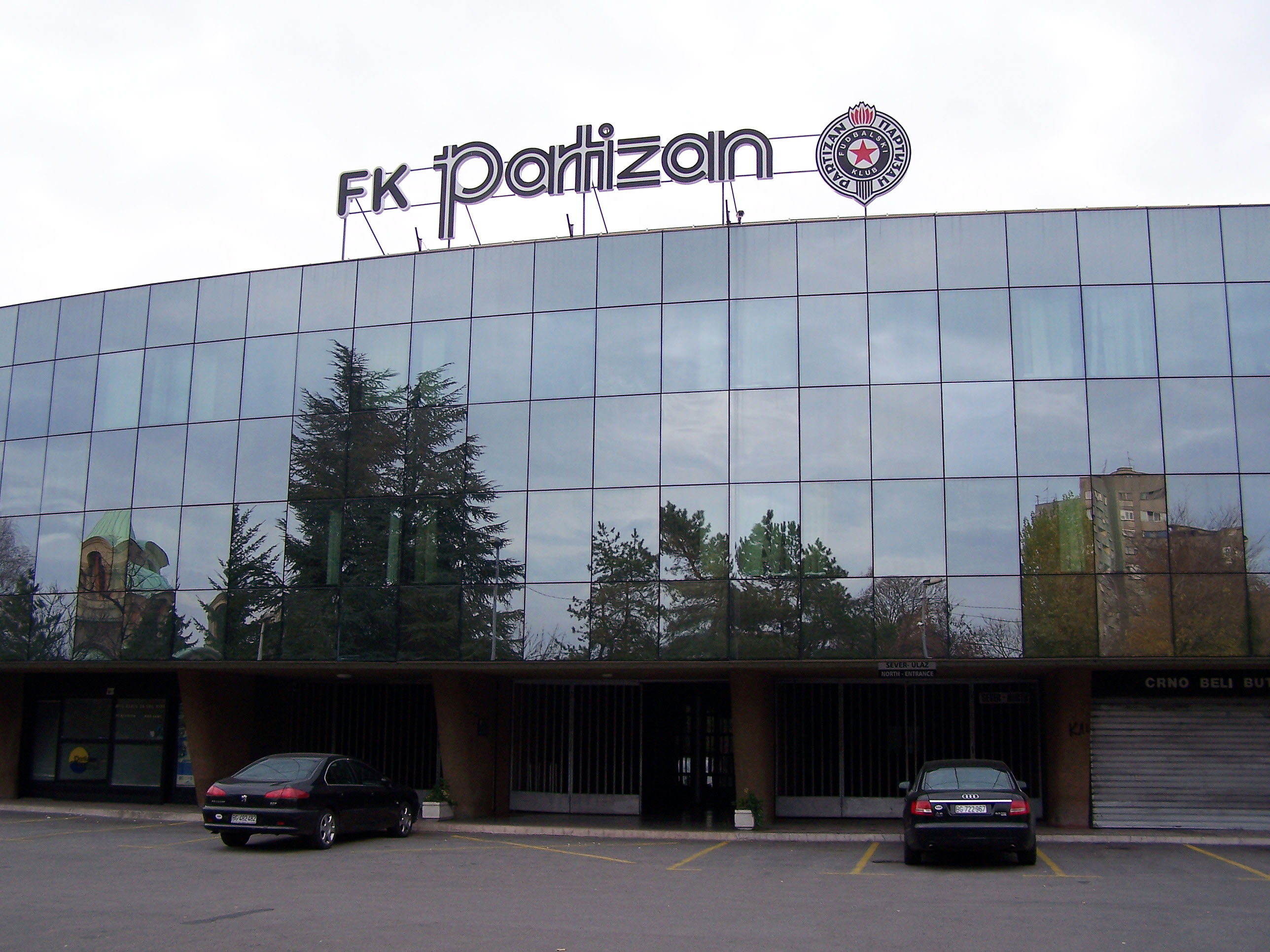
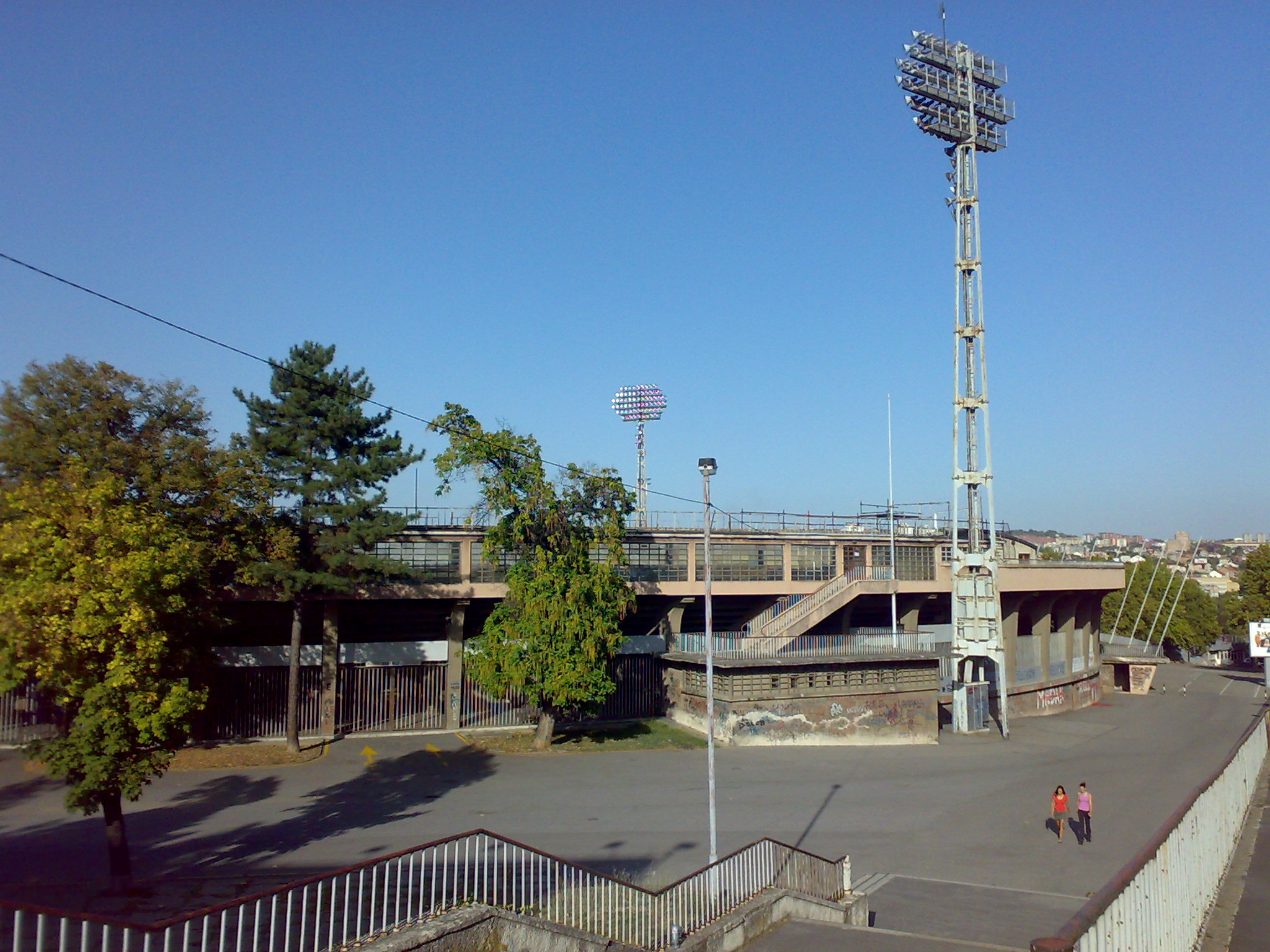
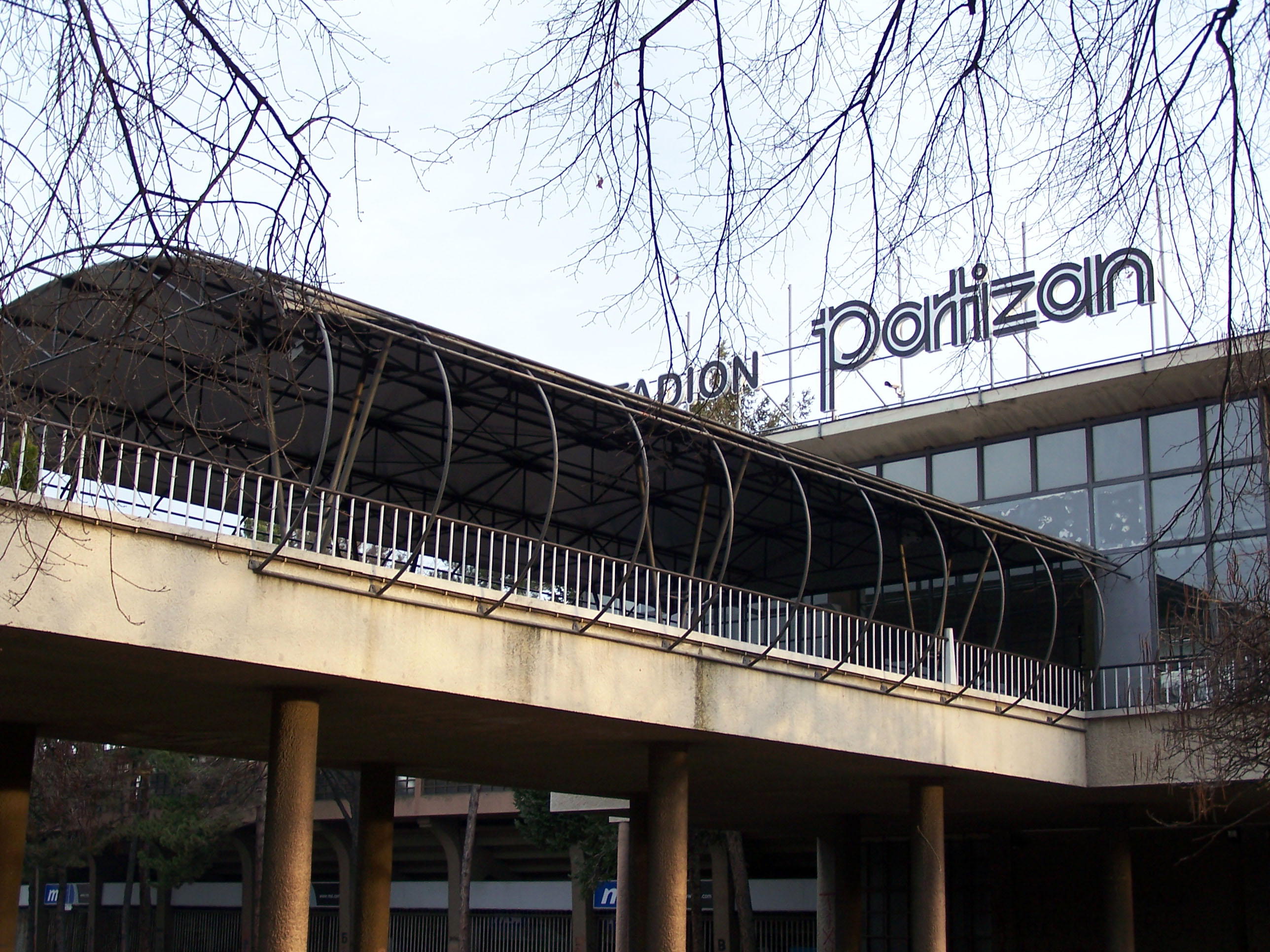
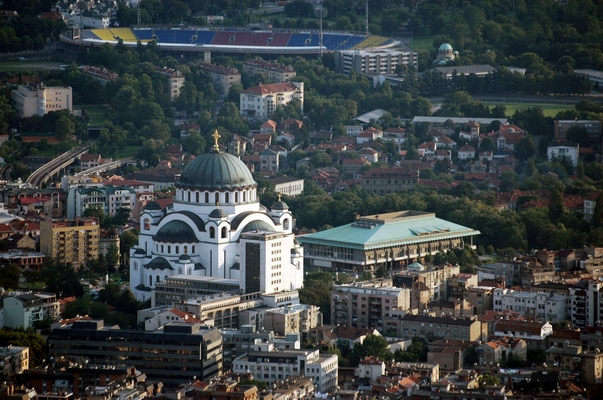

## وصلات خارجية
- عن الملعب على الموقع الرسمي للنادي.